# Meljac
Meljac (en occità Meljac) és un municipi francès situat al departament de l'Avairon i a la regió d'Occitània.

## Demografia
| 1962                                       | 1968 | 1975 | 1982 | 1990 | 1999 | 2006 |
| ------------------------------------------ | ---- | ---- | ---- | ---- | ---- | ---- |
| 234                                        | 281  | 250  | 233  | 217  | 155  | 145  |
| Des de 1962: població sense dobles comptes |      |      |      |      |      |      |

## Administració
| Període   | Identitat         | Partit |
| --------- | ----------------- | ------ |
| 1971-1977 | Claude Alary      |        |
| 1977-1983 | Norbert Enjalbert |        |
| 1983-2005 | Bernard Gaubert   |        |
| 2005-     | Guy Enjalbert     |        |